# Посольство Шри-Ланки в России
Посольство Демократической Социалистической Республики Шри Ланка в Российской Федерации — официальная дипломатическая миссия Шри-Ланки в России, расположена в Москве в Мещанском районе на улице Щепкина.
- Адрес посольства: 129090, Москва, улица Щепкина, дом 24.
- Чрезвычайный и полномочный посол Демократической Социалистической Республики Шри Ланка в Российской Федерации — Шобини Гунасекера[1].
- Индекс автомобильных дипломатических номеров: 070..

## Здание посольства
Посольство располагается в особняке Болотновых (конец 1890-х, архитектор С. М. Гончаров). В начале XIX века участок, на котором он построен, входил в состав владения купцов Болотновых. Купец Болотнов до поры оставлял участок незастроенным, а затем построил фабрику. Однако в конце XIX века, после смерти купца, наследники упразднили фабрику и разделили владение на две части. Большая из них была продана — на ней, по проекту архитектора Г. А. Гельриха, был построен крупномасштабный доходный дом Е. Н. Шевлягиной (№ 22), на оставшейся части, по проекту архитектора С. М. Гончарова, был построен роскошный особняк в стиле эклектики (№ 24). К декоративным элементам особняка относятся фриз с многофигурным барельефом и чугунная решётка въездных ворот.
Во дворе со стороны улицы летом 2011 года установлена статуя Будды.

## Отделы посольства
- Консульский отдел
- Торговый отдел
- Чайное бюро
- Туристический отдел
- Военный отдел

## Аккредитация
Кроме России, посольство Шри-Ланки в Москве представляет интересы Шри-Ланки в следующих странах: Белоруссия, Армения, Молдавия, Узбекистан и Казахстан.

## Послы Шри-Ланки в России
| - Гунапала Пийасена Малаласекара (1957—1961) - Тикири Банда Субасингхе (1961—1965) - Бенджамин Франклин Перера (1965—1968) - Махапитияге Велин Питер Пейрис (1968—1969) - Джеймс Корнелиус Томас Котелавала (1969—1970) - К. Д. С. Сиривардене (1970—1974) - К. Е. С. Виратунге (1974—1976) - Уолтер Джаявардене (1977—1978) - Р. К. А. Джонпулле (1978—1982) - Невилл Канакаратне (1982—1987) - Родней Вандергерт (1987—1991) - Ниссанка Виджеератне (1991—1994) | - Н. М. М. И. Хуссейн (1995—1998) - Нагурпитча Сиккандер (1998—2002) - Укку Банда Виджекун (2003—2004) - Невилл Ранасурия (2005—2006) - Удаянга Виратунга (2006—2015) - Саман Вирасингхе (2015—2018) - Даян Джаятиллека (2018—2020) - Михалгаланде Дураге Ламаванса (2020—2021) - Джанита Абейвикрема Лиянаге (2021—2024) - Шобини Каушала Гунасекера (2025—) |